# Stacked Rubbish
Stacked Rubbish – trzeci pełny album wydany przez The Gazette. Został wydany 4 lipca 2007 roku w Japonii, natomiast w Europie 24 sierpnia. Stacked Rubbish zadebiutował na 3# na liście Oricon z 33,007 sprzedanymi egzemplarzami w pierwszym tygodniu. Był to pierwszy album zawierający utwory Kai'a. Wersja limitowana została całkowicie wyprzedana w Japonii.

## Lista utworów
1. "Art Drawn By Vomit" – 1:49
2. "Agony" – 4:15
3. "Hyena" – 4:16
4. "Burial Applicant" – 4:27
5. "Ganges ni Akai Bara" (ガンジスに紅い薔薇) - 4:08
6. "Regret" – 4:30
7. "Calm Envy" – 6:05
8. "Swallowtail on the Death Valley" – 4:06
9. "Mob 136 Bars" – 2:39
10. "Gentle Lie" – 3:53
11. "Filth in the Beauty" – 4:11
12. "Circle of Swindler" – 2:58
13. "Chizuru" (千鶴) – 5:47
14. "People Error" – 2:58

Wszystkie teksty napisał Ruki.